# Bitwa pod Dunkierką (1639)
Bitwa pod Dunkierką – starcie zbrojne, które miało miejsce w dniach 17–19 sierpnia 1639, podczas holenderskiej wojny wyzwoleńczej w czasie ogólnoeuropejskich zmagań w ramach wojny trzydziestoletniej.
Do bitwy doszło, gdy holenderska eskadra pod wodzą Maartena Trompa i Witte'a de Witha spotkała się ze znacznie potężniejszą, lecz fatalnie dowodzoną przez Antonia D'Oquendo flotą hiszpańską złożoną z 40–45 liniowców oraz od 40 do 50 transportowców wiozących 13 000 hiszpańskich żołnierzy, którzy mieli być dostarczeni do Dunkierki. Tromp z 12 okrętami natknął się na hiszpańską flotę 16 sierpnia, ale zaczekał na de Witha, który miał ze sobą 5 okrętów. Po połączeniu zaatakowali Hiszpanów. Pomimo słabości liczebnej Tromp z miejsca uzyskał przewagę i prowadził walkę, która trwała do nocy. Następnego dnia przybył komodor Zelandii Joost Banckert i wzmocnił Holendrów o dalsze 12 okrętów. Walka trwała do momentu, gdy wyczerpały się zapasy prochu na okrętach holenderskich. D'Oquendo wycofał się na redę w Downs, pokładając nadzieję w angielskiej protekcji. W efekcie doprowadziło to do bitwy na płyciźnie Downs, gdzie D'Oquendo został ostatecznie pobity, co było znakiem końca hiszpańskiej potęgi na morzu.
Bitwa pod Dunkierką jest szczególna z tego powodu, że Tromp jako pierwszy znany w dziejach wódz zastosował w bitwie morskiej tzw. taktykę liniową.